# Orimarga nudivena
Orimarga nudivena är en tvåvingeart som beskrevs av Alexander 1934. Orimarga nudivena ingår i släktet Orimarga och familjen småharkrankar. Inga underarter finns listade i Catalogue of Life.